# 267 هـ
267 هـ هي سنة في التقويم الهجري امتدت مقابلةً في التقويم الميلادي بين سنتي 880 و881.

## أحداث
- بدء ثورة عمر بن حفصون في الأندلس